# Стефан Ботев (учител)
Вижте пояснителната страница за други личности с името Стефан Ботев.
Стефан Ботев Петков е български учител и общественик.

## Биография
Роден е в семейството на Ботьо Петков и Иванка Ботева в Калофер на 18 септември 1854 г. Негови братя са Христо, Кирил и Боян. Първоначално учи при баща си.
Изпратен е с помощта на Евлоги Георгиев в Табор, Чехия, Австро-Унгария през 1871 – 1872 г. След завръщането си е учител в Панагюрище през 1873 – 1874 г. Замества брат си Христо в българското училище в Букурещ през 1875 г. Оказва му също помощ при редактирането на вестник „Знаме“.
Завръща се в България през 1886 г. Директор е на Пловдивската народна библиотека и музей от 1888 г. Превежда „Кърджали. Крайдунавска повест“ на Михаил Чайковски. Умира на 15 април 1890 г. от туберкулоза